# Clostera alba
Clostera alba är en fjärilsart som beskrevs av Edward Alfred Cockayne 1944. Clostera alba ingår i släktet Clostera och familjen tandspinnare. Inga underarter finns listade i Catalogue of Life.